# Nicolaes Eliaszoon Pickenoy
Nicolaes Eliaszoon Pickenoy (Amszterdam, 1588. január 10. – Amszterdam, 1653/1656) flamand származású holland festő volt. Pickenoy valószínűleg Cornelis van der Voort tanítványa volt, és feltehetően Bartholomeus van der Helst az ő tanítványa volt.

## Élete
Elias Claeszoon Pickenoy (1565-1640) antwerpeni kőműves és Heijltje Laurens s'Jonge (1562-1638) fia volt, aki még Nicolaes Pickenoy születése előtt Amszterdamba vándorolt. 1621-ben az Oude Kerk közelében élve feleségül vette a 21 éves árva Levijntje Bouwens-t (1599-1656). Tíz gyermekük született:  Sara és Elias fiatalon meghaltak.
Pickenoy nagy schutterijeket, az árvaház régenseinek csoportos portréit, valamint egyéni portrékat festett olyan helyi vagy országos hírességekről, mint Nicolaes Tulp, Cornelis de Graeff, Maarten Tromp és Jochem Swartenhont, Elisabeth Bas férje. A legkorábbi kép, amelyet a művésznek tulajdonítanak, a "Dr. Sebastiaen Egbertz de Vrij oszteológiája" című 1619-es kép, amely jelenleg az amszterdami Historisch Museumban található. Virágkora 1630-1637 körül volt, ezt az időszakot magas művészi színvonal és számos megrendelés jellemezte neves mecénásoktól. 1637 után keveset festett, kivéve néhány tekintélyes - és jövedelmező - csoportos portrét. A portrék mellett kisszámú bibliai témát is festett, amelyek közül az egyik a Museum Catharijneconventben látható. Az amszterdami Rijksmuseum és az Amsterdams Historisch Museum őrzi számos legjobb művét, nem utolsósorban a schutterij vagy milíciafestményeket.
1638 körül vásárolta meg a Rembrandt van Rijn melletti házat Nicolaes Seys Pauw-tól, a Sint Anthoniessluis és a Jodenbreestraat sarkán, egy divatos környéken, ahol sok festő, műkereskedő, ékszerész és így tovább. A ház 1620-ig Cornelis van der Voort mesteré volt, 1626-tól Hendrick van Uylenburghnek adta bérbe. Ez utóbbi 1631-1634 között együttműködött Rembrandttal, aki számos portrét festett van Uylenburgh művészeti üzlete számára. A Pickenoy által megvásárolt ház tehát évtizedeken át az amszterdami portréfestészet egyik központja volt. 1639-ben Rembrandt visszatért a környékre, mivel megvásárolta a Pickenoyék melletti házat, a mai Rembrandthuis helyén. Rembrandt a szomszéd Pickenoy háza alatt lévő Zwanenburgwalra nyíló kijáraton keresztül hagyhatta el a házát. Az udvarán festett Éjjeli őrjáratot az alagúton keresztül gurította ki. Rembrandthoz hasonlóan Pickenoy sem tudta felvenni a kölcsönt, és 1645-ben eladta a házat.
Pickenoy munkásságát nehéz megkülönböztetni néhány kortársától. Pickenoyra jellemző a hevesen behatoló fény, amely élesen kiemeli a fejeket, a kissé eltúlzott gesztusok, a nagy zöldesbarna árnyékok és a furcsa formájú szemek.

## Galéria
- Cornelis de Graeff 1636-ban, Nicolaes Eliaszoon Pickenoy, Gemäldegalerie Berlin
- A farizeusok egy házasságtöréssel vádolt asszonyt hoznak Krisztus elé.
- Dr. Sebastiaen Egbertz de Vrij oszteológiája
- Amszterdam IV. kerületének tisztjei és más polgárőrök, Jan Claesz van Vlooswijck kapitány és Gerrit Hudde hadnagy parancsnoksága alatt, 1642.

## Fordítás
Ez a szócikk részben vagy egészben  a   Nicolaes Pickenoy című angol Wikipédia-szócikk ezen változatának fordításán alapul.  Az eredeti cikk szerkesztőit annak laptörténete sorolja fel. Ez a jelzés csupán a megfogalmazás eredetét és a szerzői jogokat jelzi, nem szolgál a cikkben szereplő információk forrásmegjelöléseként.